# Hilarion (Rudnyk)
Hilarion, imię świeckie Roman Rudnyk (ur. 14 lutego 1972 we Lwowie) – ukraiński duchowny prawosławny, biskup Edmonton w Ukraińskim Kościele Prawosławnym Kanady.

## Życiorys
5 grudnia 1997 złożył śluby zakonne. 21 grudnia 1997 przyjął święcenia diakońskie, a 2000 r. – kapłańskie. 29 stycznia 2005 w konstantynopolitańskim soborze odbyła się jego chirotonia jako biskupa Telmissos, wikariusza metropolii Hiszpanii i Portugalii. Od 2008 r. jest ordynariuszem eparchii zachodniej w Ukraińskim Kościele Prawosławnym Kanady, z tytułem biskupa Edmonton.
7 września 2018 r., w związku z podjętymi przez Patriarchat Konstantynopolitański przygotowaniami do utworzenia kanonicznej autokefalicznej Cerkwi prawosławnej na Ukrainie, został mianowany egzarchą tegoż patriarchatu w Kijowie, wspólnie z biskupem Pamfilii Danielem.